# پلیمرهای حساس به تغییرات پی‌اچ
پلیمرهای حساس به تغییرات PH یا پاسخ‌دهنده به تغییرات PH، موادی هستند که با تغییر ابعاد به تغییرات PH محیط اطراف پاسخ می‌دهند. بسته به PH محیطّ، آن‌ها ممکن است متورم یا متلاشی شوند؛ یا تغییر کنند. این رفتار به دلیل وجود گروه‌های عملکردی خاصی در زنجیره پلیمر، بروز میابد. مواد حساس به تغییرات pH، در پاسخ به مقادیر PH اسیدی و بازی، می‌توانند هر یک از دو خاصیت اسیدی و بازی را داشته باشند. این پلیمرها با ساختارهای مختلف برای کاربردهای متعدد، قابل طراحی هستند. کاربردهای اصلی ان‌ها، سیستم‌های دارو رسانی کنترل شده، زیست همانند سازی، سیستم‌های میکرو مکانیکی، فرایندهای جداسازی و عملکردی شدن (اصلاح) سطح می‌باشد.

## گونه‌ها
پلیمرهای حساس به تغییرات PH می‌توانند به دو دسته تقسیم شوند: پلیمرها با گروه‌های اسیدی) مانند -COOH و -SO3H) و پلیمرها با گروه‌های بازی (-NH2)0 مکانیسم تغییرات در هردو گروه یکسان می‌باشد و تنها محرک‌ها متفاوت هستند. شکل عمومی پلیمرها یک زنجیره ستون فقرات مانند با «گروه‌های آویزه ای» عملکردی است که از آن آویزانند. وقتی این گروه‌های عملکردی در سطوح PH خاصی یونیزه می‌شوند، بار مثبت یا منفی دریافت می‌کنند. دافعه بین بارهای مشابه باعث تغییر شکل پلیمرها می‌شود.

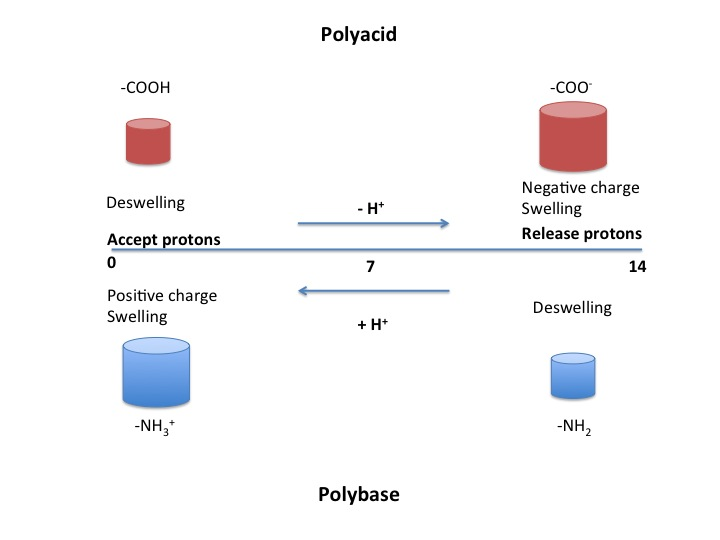
خلاصه ای از نحوه رفتار پلی اسیدها و پلی بازها در مقادیر مختلف pH.

### پلی اسیدها
پلی اسیدها، یا پلیمرهای آنیونی، پلیمرهایی هستند که گروه‌های اسیدی دارند. مثال‌هایی از گروه‌های عملکردی اسیدی کربوسیسلیک اسیدها (-COOH)، سولفونیک اسیدها (-SO3H)، فسفنیک اسیدها و بورونیک اسیدها می‌باشند. پلی اسیدها در مقادیر کم PH پروتون جذب می‌کنند. در مقادیر بالاتر PH، پروتون زدایی شده و بار منفی پیدا می‌کنند. بارهای منفی دافعه یای ایجاد می‌کنند که منجر به تورم پلیمر می‌شود. تورم زمانی مشاهده می‌شود که PH از pKa پلیمر بزرگ‌تر باشد.

### پلی بازها
پلی بازها معادل بازی پلی اسیدها هستند که پلیمرهای کاتیونی نیز نامیده می‌شوند. آن‌ها مانند پلی اسیدها در PH پایین، پروتون جذب می‌کنند؛ اما پس از بار مثبت دریافت می‌کنند. آن‌ها بر خلاف پلی اسیدها، در مقادیر بالاتر PH خنثی هستند. بارهای منفی دافعه یای ایجاد می‌کنند که منجر به تورم پلیمر می‌شود. تورم زمانی مشاهده می‌شود که PH از pKa پلیمر کم‌تر باشد.

### پلیمرهای طبیعی
اگر چه بسیار از منابع دربارهٔ پلیمرهای حساس به تغییرات PH مصنوعی صحبت می‌کنند، پلیمرهای طبیعی هم می‌توانند رفتاری واکنش پذیر نسبت به تغییرات PH داشته باشند. به طور مثال می‌توان به کیتوزان، هیالورونیک اسید و دکستران اشاره کرد. کیتوزان، که نمونه ای پرکاربرد است، کاتیونی می‌باشد. از آنجا که DNA بار منفی دارد، می‌تواند به عنوان راهی برای انتقال ژن به سلول‌ها، به کیتوزان متصل شود. پلیمرهای زیستی مطلوبترند؛ چرا که دارای سازگاری زیستی خوبی هستند که آن‌ها را برای کاربردهای زیست پزشکی مفید می‌سازد. با این حال یک نقطه ضعف پلیمرهای طبیعی این است که محققان می‌توانند کنترل بیشتری بر ساختار پلیمرهای مصنوعی داشته باشند؛ بنابراین می‌توانند آن‌ها را برای کاربرهای خاص طراحی کنند.

ساختار شیمیایی هیالورونیک اسید

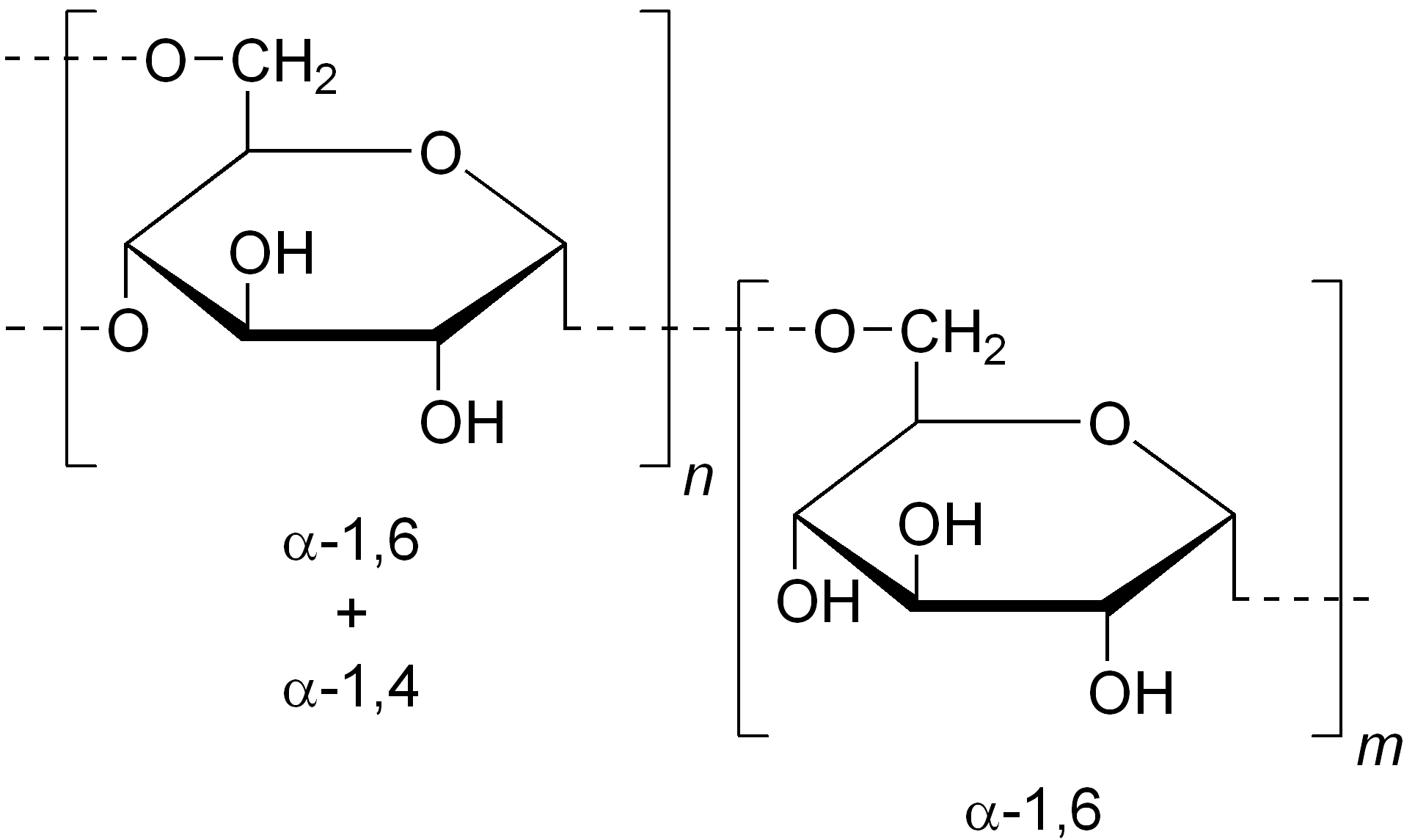
ساختار شیمیایی دکستران

ساختار شیمیایی کیتوزان

### پلیمرهای حساس به چند محرک
پلیمرها می‌توانند به گونه ای طراحی شوند که به بیش از یک محرک خارجیPH و دما، پاسخ دهند. اغلب این پلیمرها به صورت یک کوپلیمر ساخته می‌شوند که هر پلیمر گونه ای واکنش را نمایش می‌دهد.

## ساختار
پلیمرهای حساس به تغییرات PH با ساختارهای کوپلیمری با بلوک خطی، ستاره ای، شاخه ای، دندریمر، برسی و دندانه ای ساخته می‌شوند. پلیمرها با معماری‌های متفاوت، خود را به سایر ساختارها تبدیل می‌کنند. این خود تغییری می‌تواند به دلیل طبیعت پلیمر و حلال یا تغییر PH باشد. علاوه بر این تغییرات PH می‌تواند باعث متورم شدن یا کاهش تورم ساختار بزرگ‌تر شود. به عنوان مثال، کوپلیمرهای بلوکی اغلب میسل تشکیل می‌دهند، پلیمرهای ستاره ای و پلیمرهای شاخه ای نیز به همین صورت تشکیل می‌شوند. با این وجود، پلیمرهای ستاره ای و شاخه ای می‌توانند به جای کره‌های معمول، میسل‌های میله ای یا کرم شکل تشکیل دهند. از پلیمرهای برس معمولاً برای اصلاح سطوح استفاده می‌شود زیرا ساختارشان به آن‌ها اجازه نمی‌دهد ساختار بزرگ‌تری مانند میسل تشکیل دهند.

## پاسخ به تغییر PH
واکنش به مقادیر مختلف PH، اغلب به صورت متورم شدن یا کاهش تورم است. به طور مثال پلی اسیدها در PH بالا، پروتون آزاد می‌کنند تا بار منفی به دست آورند. از آنجا که زنجیرهای پلیمری غالباً در نزدیکی سایر قسمتهای همان زنجیره یا سایر زنجیره‌ها قرار دارند، بخش‌های با بار مشابه پلیمر، یکدیگر را دفع می‌کنند. این دافعه منجر به تورم پلیمر می‌شود.
پلیمرها همچنین می‌توانند در واکنش به تغییر PH، میسل (کره) تشکیل دهند. این رفتار توسط کوپلیمرهای بلوکی خطی اتفاق می‌افتد. اگر بلوک‌های مختلف کوپلیمر خصوصیات متفاوتی داشته باشند، می‌توانند با یک نوع بلوک از داخل و یک نوع از خارج، میسل تشکیل دهند. به عنوان مثال در آب، بلوک‌های آبگریز یک کوپلیمر را در قسمت داخلی یک میسل، و بلوک‌های آب دوست در خارج از آن قرار می‌گیرند. علاوه بر این تغییر در PH می‌تواند مبتنی باعث آن باشد که موکلول‌های داخلی و خارجی میسل‌ها، مبتنی بر ویژگی‌های پلیمرهای سازندهٔ آن‌ها، مبادله شوند.

نمودار یک میسل که نشان می‌دهد که چگونه در محلول آبی قسمت‌های آب دوست مولکول‌ها در خارج و قسمت‌های آبگریز در داخل کره قرار می‌گیرند.

سایر واکنش‌ها مضاف بر متورم شدن یا کاهش تورم در مواجهه با تغییر PH نیز ممکن هستند. محققان پلیمرهایی را ساخته‌اند که تحت تأثیر تغییر PH، دچار تغییر از سل-ژل (از محلول به ژل) می‌شوند. آن‌ها در مقادیر خاصی از PH نیز، از حالت ژلی سفت به ژلی نرم تبدیل می‌شوند.

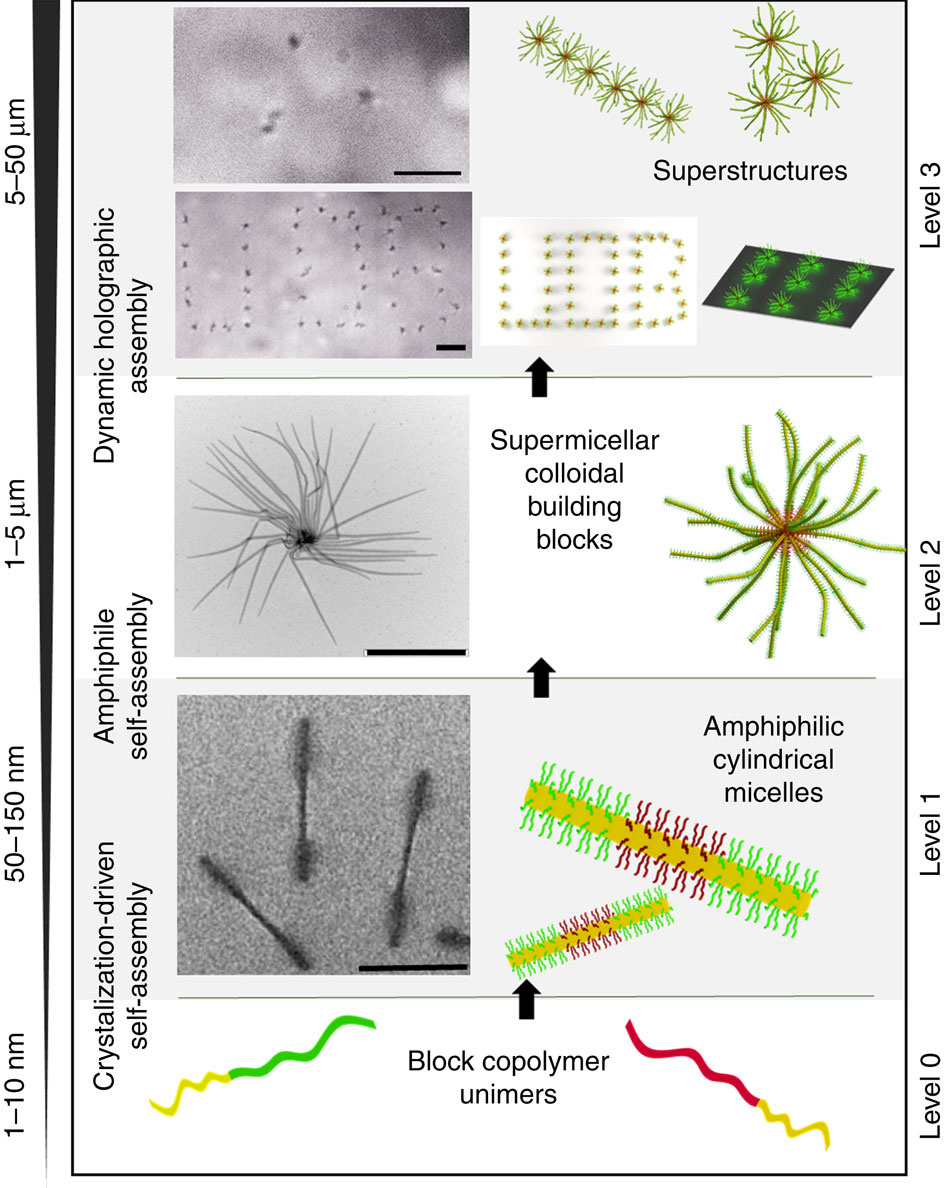
کوپلیمرها می‌توانند به صورت میسل به سک دیگر اضافه شوند و سپس می‌توانند در ساختارهای بزرگتر متصل شوند. این مجموعه می‌تواند به pH وابسته باشد.

## ترکیب
پلیمرهای حساس به تغییر PH توسط روش‌های پلیمری شدن متعدد رایج، قابل ترکیب هستند. ممکن است گروهای عملکردی به حفاظ، متناسب با نوع پلیمری شدن، نیاز داشته باشند تا به آن واکنش نشان ندهند. این حفاظ می‌تواند از پلیمری شدن برداشته شود تا این گروه‌ها خاصیت حساسیت به تغییر PH خود را دوباره به دست بیاورند. برای تشکیل این نوع از پلیمرها، اغلب از پلیمری شدن پویا استفاده می‌شود؛ زیرا توزیع وزن مولکوای پلیمرهای نهایی قابل کنترل است. پلیمری شدن انتقال گروهی (GTP)، پلیمری شدن رادیکال انتقال اتم (ATRP) و انتقال زنجیره افزایشی-جدایشی برگشت‌پذیر (RAFT)، از جمله مثال‌های آن می‌باشند. کوپلیمرهای پیوندی نوعی رایج برای ترکیب هستند؛ زیرا ساختار آن‌ها زنجیره ای به شکل ستون فقرات با شاخه است. ترکیب این شاخه‌ها برای دستیابی به خصوصیات مختلف، قابل تغییر است. هیدروژل‌ها را می‌توان با استفاده از پلیمری شدن امولسیونی، تولید کرد.

## مشخصات

### زاویه تماس
برای اندازه‌گیری زاویه تماس قطره آب روی سطح پلیمر، می‌توان از روش‌های مختلفی استفاده کرد. از مقدار زاویه تماس برای تعیین کمی ترشوندگی یا آبگریزی پلیمر استفاده می‌شود.

### میزان تورم
برابر است با (وزن متورم شده-وزن بعد کاهش تورم)/ وزن ساکن داده شده* ۱۰۰٪ و با جرم دادن پلیمرها قبل و بعد از تورم، تعیین می‌شود. این مفدار نشان می‌دهد که پلیمر با تغییر PH چه مقدار متورم می‌شود.

### نقطه بحرانی PH
مقداری از PH است که در آن تغییر ساختار قابل توجهی در چیدمان مولکول‌ها مشاهده شود. منظور از تغییر ساختار، شکستن پیوندها نیست بلکه نوعی جهش می‌باشد. به عنوان مثال، یک انتقال تورم / کاهش تورم، یک تغییر از نوع جهش برگشت‌پذیر را تشکیل می‌دهد. مقدار نقطهٔ بحرانی PH را می‌توان با بررسی درصد تورم به عنوان تابعی از PH تعیین کرد. هدف محققان این است که مولکول‌هایی طراحی کنند که در مقداری از PH، که مبتنی بر کاربرد خاصی که مد نظر است، انتقال یابند.

### تغییرات سطح
میکروسکوپ کانفوکال، میکروسکوپ الکترونی روبشی، طیف‌سنجی رامان و میکروسکوپ نیروی اتمی همه برای تعیین چگونگی تغییر سطح یک پلیمر در واکنش به تغییر PH، به کار می‌روند.

## کاربردها

### خالص و جداسازی
پلیمرهای حساس به تغییر PH، برای استفاده در غشاها در نظر گرفته شده‌اند. تغییر PH، توانایی پلیمر در عبور یون‌ها را تغییر داده و به آن اجازه دهد به عنوان فیلتر عمل کند.

### اصلاح سطح
از پلیمرهای حساس به تغییر PH برای اصلاح سطوح مواد نیز، استفاده می‌شود. به عنوان مثال، می‌توان از آنها برای تغییر ترشوندگی سطح استفاده کرد.
کاربرد در زیست پزشکی
پلیمرهای حساس به تغییر PH در دارو رسانی نیز کاربرد دارند. به عنوان مثال، می‌توان از آنها برای ترشح انسولین در مقادیر خاص استفاده کرد.